# Conios
Conios o cinetes (Conii o cynetes en latín) fueron un pueblo prerromano de la península ibérica que habitaba una región de la costa suratlántica, entre el valle del Guadalquivir y el cabo de San Vicente (actualmente denominada Algarve, al sur de Portugal).

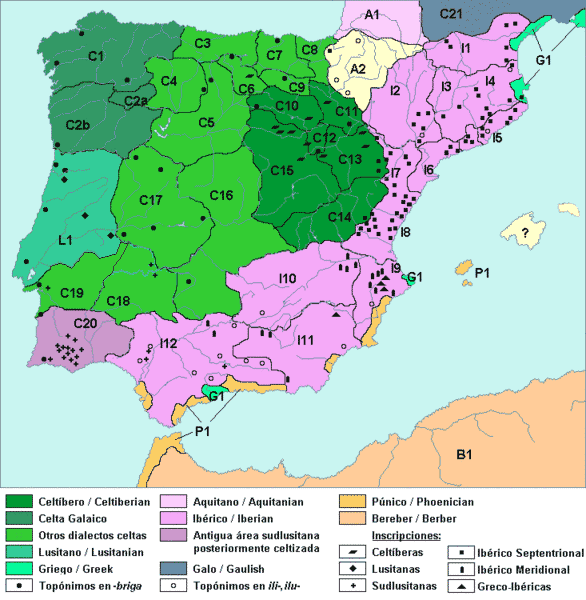
Familias lingüísticas de la península ibérica antes de la romanización.
A1: Aquitanos / A2: Vascones / C1: Galaicos / C2b: Brácaros / C3: Cántabros / C4: Astures / C5: Vacceos / C6: Turmogos / C7: Autrigones-Caristios / C8: Várdulos / C9: Berones / C10: Pelendones / C11: Belos / C12: Lusones / C13: Titos / C14: Olcades / C15: Arévacos / C16: Carpetanos / C17: Vetones / C18-C19: Célticos / C20: Conios / C21: Galos / L1: Lusitanos / I1: Ceretanos / I2: Ilergetes / I3: Lacetanos / I4: Indigetes / I5: Layetanos / I6: Ilercavones / I7: Sedetanos / I8: Edetanos / I9: Contestanos / I10: Oretanos / I11: Bastetanos / I12: Turdetanos / G1: Griegos / P1: Fenicios-Cartagineses / B1: Bereberes.

De ellos solo se conoce unas citas de autores clásicos (Heródoto, Avieno, Polibio).
Sus orígenes etnolingüísticos no están establecidos, pudiendo ser celtas o bien indoeuropeos preceltas. Se les asocian algunas inscripciones en escritura tartésica, en estelas fechadas entre el siglo VII y el IV a. C. Su periodo de mayor desarrollo coincidiría con el de la civilización tartésica. Su ciudad principal era Conistorgis, que habría sido destruida por los lusitanos comandados por Cauceno al ser los conios aliados de los romanos durante la conquista romana (siglo III y II a. C.). Con posterioridad serían incluidos entre los turdetanos.
Conil de la Frontera (Cádiz) es un topónimo claramente derivado de Conios y se encuentra en su territorio conocido.